# Hysterangiales
Hysterangiales is een botanische naam, voor een orde van paddenstoelen: de naam is gevormd uit de familienaam Hysterangiaceae. 
Volgens de Index Fungorum is de samenstelling de volgende:
- orde Hysterangiales
  - familie Gallaceaceae
  - familie Hysterangiaceae
  - familie Mesophelliaceae
  - familie Phallogastraceae
  - familie Trappeaceae